# Buxheim (Schwaben)
Buxheim ist eine Gemeinde im Landkreis Unterallgäu im bayerischen Regierungsbezirk Schwaben.
Die mittelschwäbische Gemeinde liegt unweit von Memmingen an der Iller und wird auch als Kartäuserdorf bezeichnet. Buxheim ist vor allem wegen seiner ehemaligen Reichskartause bekannt, in der sich das Deutsche Kartausenmuseum befindet.

## Geografie

### Geographische Lage
Buxheim liegt an der Westgrenze Bayerns zu Baden-Württemberg an der Iller, etwa vier Kilometer westlich von Memmingen im Memminger Trockental, einem Teilbereich der Donau-Iller-Lech-Platte, das dem Iller-Gletscher während der letzten Eiszeit als Hauptabflussrinne diente. Begrenzt wird das Gemeindegebiet im Westen durch die Iller, im Süden durch den Buxheimer Wald, im Osten durch die Autobahn A 7 und im Norden durch den Memminger Stadtteil Egelsee. Buxheim liegt in der Region Donau-Iller in Oberschwaben. Umschlossen von der kreisfreien Stadt Memmingen und dem württembergischen Landkreis Biberach bildet Buxheim eine Exklave des Landkreises Unterallgäu.

### Gemeindegliederung
Das Gemeindegebiet besteht aus einem Teil der Gemarkung Buxheim (der andere Teil der Gemarkung gehört zu Memmingen).
Es gibt fünf Gemeindeteile (in Klammern ist der Siedlungstyp angegeben):
- Aumühle (Einöde)
- Buxheim (Pfarrdorf)
- Weiherhaus (Weiler)
- Westerhart (Weiler)
- Ziegelstadel (Einöde)

### Klima

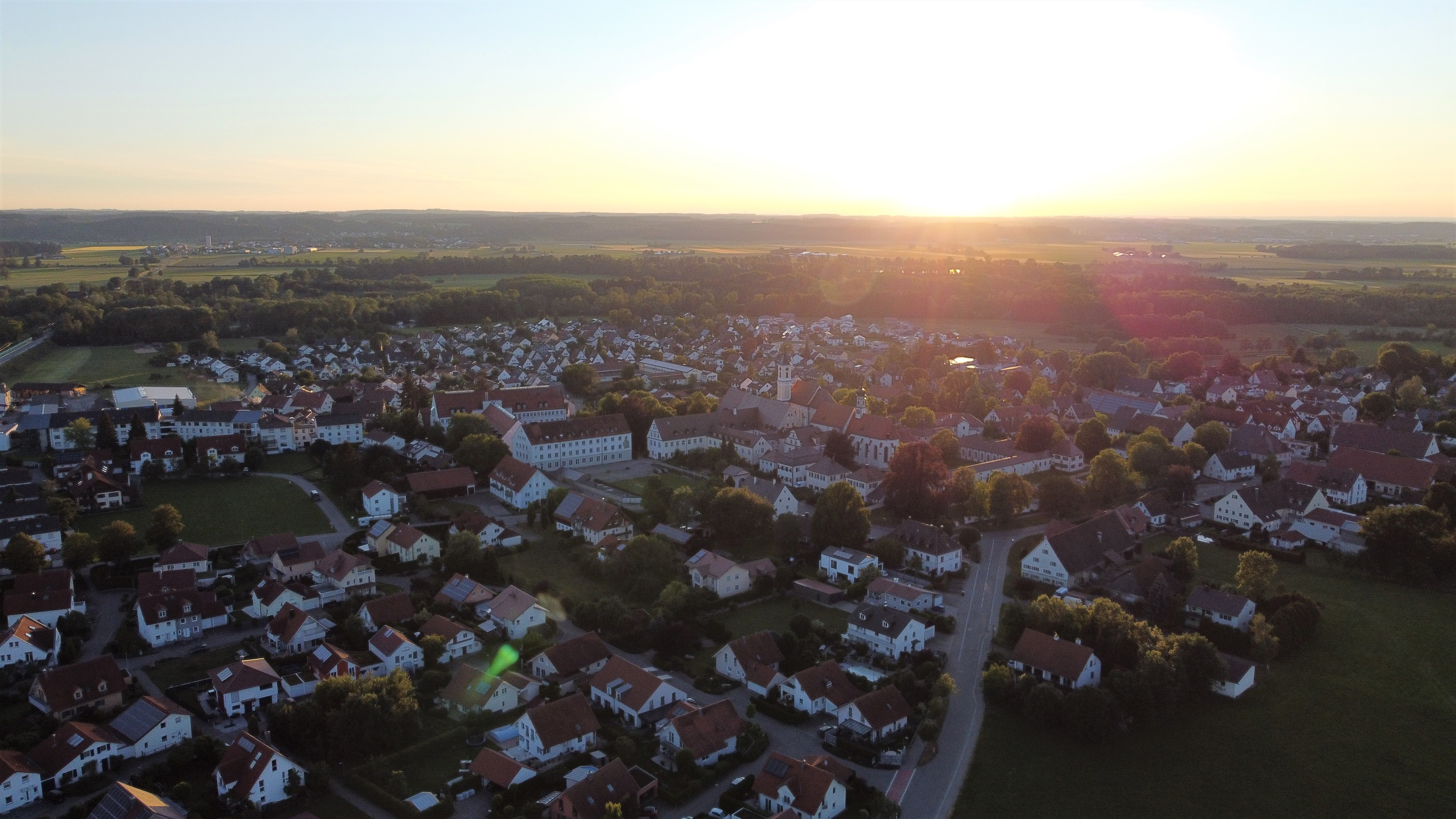
Blick über Buxheim mit Pfarrkirche St. Peter u. Paul im Sonnenuntergang. Im Hintergrund befindet sich Tannheim auf der baden-württembergischen Seite.

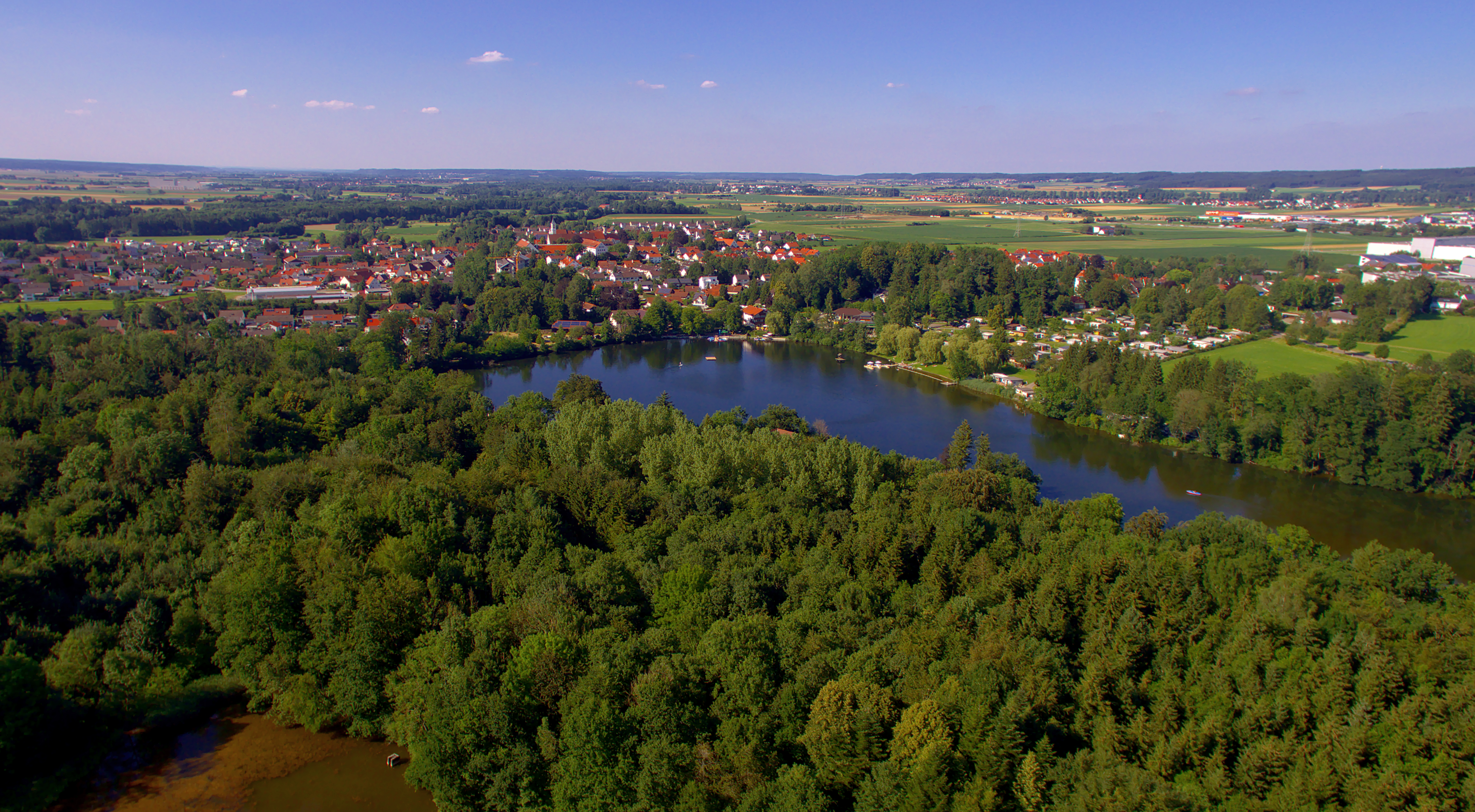
Buxheim am Karthäusersee

Die Gemeinde liegt bei der Jahresdurchschnittstemperatur und der Niederschlagsmenge im Durchschnitt der gemäßigten Zone. Der Niederschlag ist meist etwas höher, die Tiefsttemperaturen liegen etwas niedriger. Im Frühjahr und Herbst ist durch die nahe Iller, die durch das Dorf fließende Buxach, den Reutenbach, den Buxheimer Weiher und mehrere Weiher im Buxheimer Wald dichter Nebel recht häufig. Da Buxheim selbst über keine Wetterstation verfügt, dienen die Messwerte der nahen Stadt Memmingen als Daten. Der kälteste Monat ist der Januar mit einer durchschnittlichen Tagestiefsttemperatur von -5 °C und einer durchschnittlichen Tageshöchsttemperatur von +2 °C. Die wärmsten Monate sind Juli und August mit je 12 °C durchschnittlicher Tiefsttemperatur und 24 °C durchschnittlicher Höchsttemperatur.
|                        | Jan  | Feb  | Mär  | Apr  | Mai   | Jun   | Jul   | Aug   | Sep  | Okt | Nov  | Dez  |   |         |
| Mittl. Temperatur (°C) | −1,5 | −0,2 | 3,2  | 7,1  | 11,9  | 15,3  | 17,2  | 16,4  | 13,2 | 8,3 | 2,9  | −0,5 | ⌀ | 7,8     |
| Mittl. Tagesmax. (°C)  | 2    | 4    | 8    | 11   | 17    | 20    | 24    | 24    | 19   | 14  | 7    | 4    | ⌀ | 12,9    |
| Mittl. Tagesmin. (°C)  | −5   | −4   | 0    | 6    | 8     | 10    | 12    | 12    | 9    | 5   | 0    | −3   | ⌀ | 4,2     |
|                        |      |      |      |      |       |       |       |       |      |     |      |      |   |         |
| Niederschlag (mm)      | 50,7 | 49,9 | 58,9 | 82,8 | 105,7 | 135,4 | 122,4 | 130,5 | 91,8 | 64  | 68,5 | 56,5 | Σ | 1.017,1 |

| −5 |

| −4 |

| 0 |

| 6 |

| 8 |

| 10 |

| 12 |

| 12 |

| 9 |

| 5 |

| 0 |

| −3 |

| −5 |

| −4 |

| 0 |

| 6 |

| 8 |

| 10 |

| 12 |

| 12 |

| 9 |

| 5 |

| 0 |

| −3 |

| N i e d e r s c h l a g | 50,7 | 49,9 | 58,9 | 82,8 | 105,7 | 135,4 | 122,4 | 130,5 | 91,8 | 64  | 68,5 | 56,5 |
|                         | Jan  | Feb  | Mär  | Apr  | Mai   | Jun   | Jul   | Aug   | Sep  | Okt | Nov  | Dez  |

## Geschichte

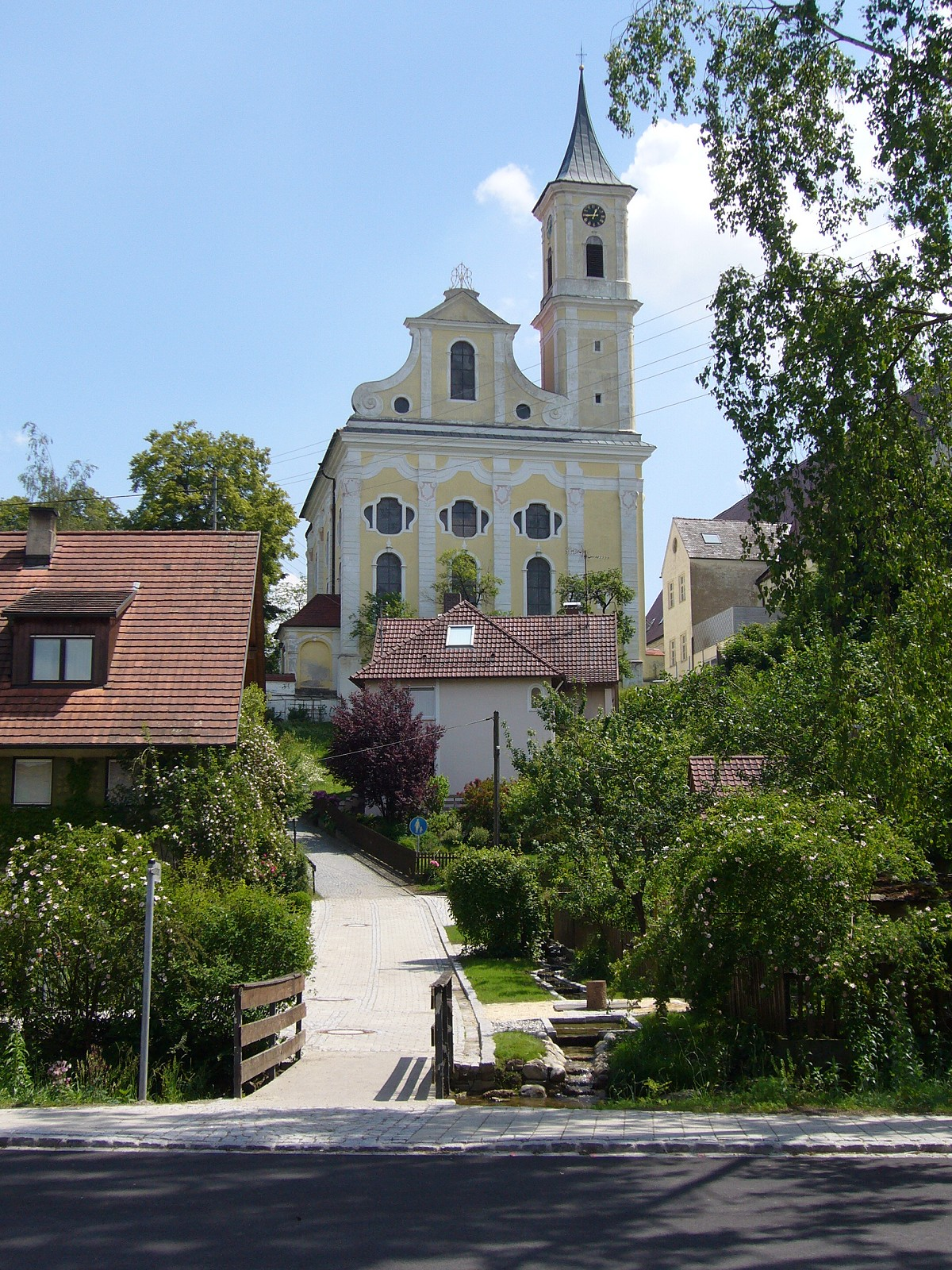
Die Pfarrkirche St. Peter und Paul

Die älteste nachweisliche Siedlungsstätte von Buxheim liegt südöstlich des Ortes am Schlossberg, früher Althayn genannt. Grabhügel und Hochäcker weisen auf frühere keltische Besiedlung hin. Später stand vermutlich auf dem Schlossberg ein römischer Wachturm.
1228 wurde in Buxheim ein dem Hochstift Augsburg einverleibtes Chorherrenstift des heiligen Augustinus erwähnt. Möglicherweise lebten schon im 8. Jahrhundert, sicher aber nach den Ungarneinfällen im 10. Jahrhundert, Augsburger Domherren in Buxheim und versahen die Ortspfarrei und die umliegenden Pfarrsprengel. Die Bauern stellten sich unter den Schutz des Klosters, um der Kriegsverpflichtung enthoben zu sein, das Chorherrenstift wieder unter den Schutz der Welfen von Memmingen.
Im 14. Jahrhundert waren die Ritter von Eisenburg Herren von Buxheim. Sie verkauften 1399 den Besitz an den Augsburger Domherren Propst Heinrich von Ellerbach. Dieser rief die Kartäuser des Klosters Christgarten, die 1402 in Buxheim eine Kartause errichteten und den gesamten Buxheimer Besitz geschenkt erhielten. Heinrich von Ellerbach wurde selbst Kartäusermönch und starb als Prior des Klosters. In der Folge stand Buxheim unter dem Schutz der Freien Reichsstadt Memmingen. Durch Stiftungen vermehrte sich der Besitz des Klosters und neue Zellen entstanden. In der Reformationszeit wollte Memmingen, damals schon reformiert, dass die Kartäuser aus dem Kloster ausziehen, und erhöhte, als jene sich weigerten, massiv die Steuern. Die Kartäuser suchten daraufhin Hilfe beim Kaiser, der die Kartause in eine Reichskartause umwandelte. Im Dreißigjährigen Krieg wurde Buxheim schwer heimgesucht. 1632 plünderten es die Schweden. Im selben Jahr wurde Buxheim Hauptquartier des schwedischen Generals Horn. Daraufhin herrschte eine große Hungersnot. 1635 wütete die Pest im Ort. 1647 eroberte Maximilian I. von Buxheim aus das von den Schweden besetzte Memmingen. Das Gebiet der Reichskartause wurde 1803 säkularisiert und zwischen den Grafen von Ostein und von Wartenberg aufgeteilt. Nach dem Aussterben derer von Ostein ging der Besitz an die Grafen Waldbott von Bassenheim. Sie waren über 100 Jahre bis nach dem Ersten Weltkrieg in Buxheim. In den letzten Jahren verschleuderten sie ihren gesamten Besitz. Wertvolle Kunstschätze, darunter auch das Chorgestühl der Kartause und ein großer Teil der Bibliothek, gingen verloren. Mit der Rheinbundakte 1806 kam der Ort zu Bayern. Im Zuge der Verwaltungsreformen in Bayern entstand mit dem Gemeindeedikt von 1818 die heutige Gemeinde. 1926 wurde in den Gebäuden der Kartause ein Kloster der Salesianer Don Boscos eingerichtet. Diese unterhalten in der ehemaligen Klosteranlage zusammen mit der Diözese Augsburg das Gymnasium Marianum Buxheim mit angeschlossenem Tagesheim und Internat.
Am 1. Dezember 1942 wurden die Gebäude an den Einsatzstab des Reichsleiters und Chefideologen der NSDAP, Alfred Rosenberg, vermietet. Der Einsatzstab Reichsleiter Rosenberg (ERR) war eine Kunstraub-Organisation während des Zweiten Weltkrieges, die unter der Leitung von Alfred Rosenberg und des von ihm geführten Außenpolitischen Amtes der NSDAP (APA) stand. Ab diesem Zeitpunkt fanden keine direkten Luftangriffe auf Buxheim statt. In die Räumlichkeiten des Areals kamen geraubte Kunstgegenstände aus dem besetzten Frankreich. 1945 gehörte Buxheim zur Amerikanischen Besatzungszone. 28 Eisenbahnwaggons mit geraubten Gegenständen gaben die Amerikaner an die Vorbesitzer in Frankreich zurück.
Im Jahr 2014 zum 24. Jahrestag der deutschen Wiedervereinigung pflanzten Bürgermeister Werner Birkle und Josef Miller, Vorsitzender des Landesbandes Bayern der Schutzgemeinschaft Deutscher Wald und Staatsminister a. D., sowie weitere hochrangige Teilnehmer aus Bayern ein Baumdenkmal für die Deutsche Einheit am Buxheimer Waldweiher.

### Einwohnerentwicklung
Zwischen 1988 und 2018 wuchs die Gemeinde von 2719 auf 3202 um 483 Einwohner bzw. um 17,8 %.

## Politik

### Gemeinderat
Die Kommunalwahl am 15. März 2020 hatte folgendes Ergebnis:
|         | CSU    | SPD    | FW     | Bunte Liste | Gesamt |
| Sitze   | 6      | 3      | 4      | 3           | 16     |
| Prozent | 38,8 % | 16,7 % | 23,0 % | 21,6 %      | 100 %  |

Bei der vorhergehenden Kommunalwahl am 16. März 2014 gab es folgendes amtliches Endergebnis:
|         | CSU    | SPD    | FW     | Bunte Liste | Gesamt |
| Sitze   | 6      | 4      | 4      | 2           | 16     |
| Prozent | 38,6 % | 21,5 % | 25,9 % | 14,0 %      | 100 %  |

### Bürgermeister
Erster Bürgermeister ist seit Juli 2017 Wolfgang Schmidt (CSU). Vorgänger war seit 1981 Werner Birkle (CSU).

### Wappen
| | Blasonierung: „Über von Gold und Grün geviertem Schildfuß gespalten; vorne in Blau eine goldene Marienkrone, hinten gespalten von Silber und Rot.“ |
| Wappenbegründung: Buxheim erhielt im Jahr 1548 zum Gebrauch durch Ammann und Gericht ein eigenes Wappensiegel. Die wesentlichen Bestandteile dieses Wappens sind Hinweise auf das Marienpatrozinium des dortigen Kartäuserklosters, auf dessen Förderer aus dem schwäbischen Adelsgeschlecht der Herren von Ellerbach und auf das zuständige Hochstift Augsburg. Um verschiedene formale Mängel des an sich inhalts- und beziehungsreichen alten Ortssymbols zu beseitigen und dessen Eignung für ein modernes kommunales Hoheitszeichen zu begründen, wurde aus den gegebenen Motiven vorliegende Auswahl getroffen, die die Kartause Buxheim (Marienkrone unter Bezug auf den alten Klosternamen „Maria Saal“ = aula Mariae) sowie die engen Beziehungen des Ortes zu den Herren von Ellerbach dargestellt (Gold–Grün–Vierung) und schließlich damit das Augsburgische Sinnbild (Silber–Rot–Spaltung) verbindet. Der Entwurf des Wappens stammt von Stiftsarchivar und Kreisheimatpfleger Aegidius Kolb und die Gestaltung übernahm der Nördlinger Rudolf Mussgnug. Das Wappen wurde am 10. Mai 1968 durch Bescheid des Bayerischen Staatsministerium des Innern genehmigt. Dieses Wappen wird seit 1968 geführt. | |

### Flagge
Die Flagge ist gelb-blau gestreift mit aufgelegtem Gemeindewappen.

### Gemeindepartnerschaften
Seit dem 22. Juli 1989 unterhält Buxheim mit der Gemeinde Saint-Denis-d’Anjou im Département Mayenne in Frankreich eine offizielle Partnerschaft. Freundschaften werden seit vielen Jahrzehnten durch die Namensgleichheit mit der Gemeinde Buxheim im Landkreis Eichstätt in Oberbayern und seit 1990 mit dem Gemeindeteil Schönfeld der Gemeinde Thermalbad Wiesenbad im Erzgebirgskreis in Sachsen gepflegt.

### Ortsnamen
Buxheim wurde früher auch Bohsheim und Buchsheim geschrieben. Es ist daher anzunehmen, dass der Ortsname sich aus dem Namen Buchos herausbildete und zu Buchos heim wurde.

## Kultur und Sehenswürdigkeiten

### Sehenswürdigkeiten
Die größte Sehenswürdigkeit des Ortes ist die ehemalige Reichskartause Buxheim mit der Klosterkirche St. Maria und dem von Ignaz Waibl geschnitzten Buxheimer Chorgestühl. Aufgrund ihrer Arbeit an der Klosterkirche, der Errichtung der Pfarrkirche St. Peter und Paul und der Annakapelle liegt in Buxheim einer der Schwerpunkte der Tätigkeiten der Gebrüder Johann Baptist und Dominikus Zimmermann.

### Museen
In Buxheim befinden sich drei Museen, alle auf dem Areal der Kartause. Das bekannteste ist das 1975 gegründete Deutsche Kartausenmuseum. Im Sakralmuseum in der ehemaligen Sakristei der Klosterkirche werden sakrale Gegenstände der Kartäuser ausgestellt und deren Zweck anhand von Schautafeln erläutert. 2006 richtete der Heimatdienst Buxheim das Dorfmuseum im alten Klosterstüble ein, mit der Darstellung der Geschichte des Dorfes unter den Grafen von Bassenheim anhand von Exponaten.

### Buxheimer Wald

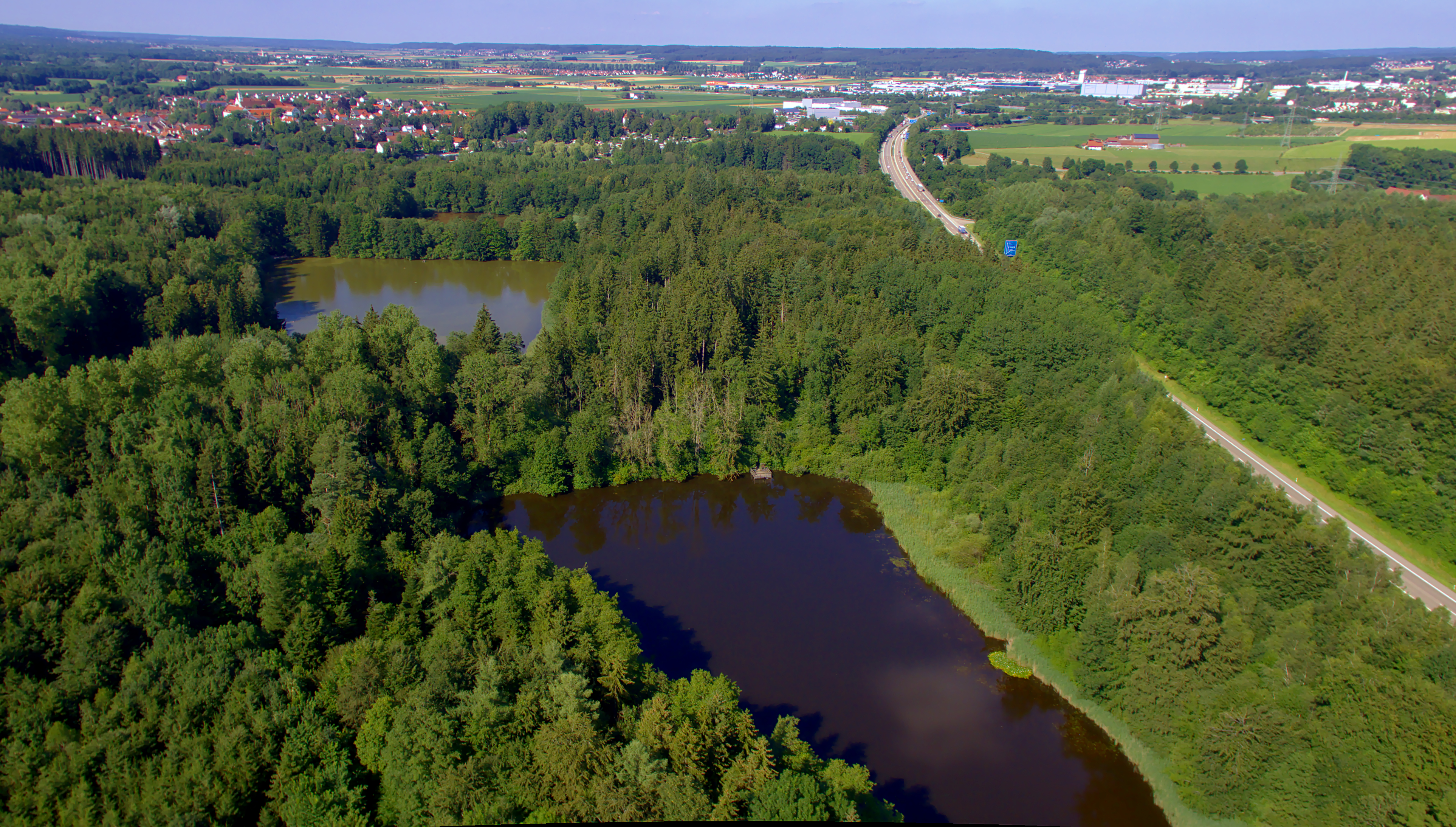
Buxheimer Weiher 3 (oben) und 4 sowie Bundesautobahn 96

Am südlichen Ortsrand beginnt ein ausgedehntes Waldgebiet, das zum größten Teil auf dem Gemeindegebiet von Buxheim liegt und in etwa vom Buxheimer Weiher, dem Buxachtal, dem Hofgut Westerhart und dem Lauf der Iller begrenzt wird. Es ist auch für Memmingen ein wichtiges Naherholungsgebiet mit etwas touristischer Infrastruktur wie Restaurants und einem Minigolfplatz im Bereich des Buxheimer Weihers. Auf der anderen Seite des Waldgebiets befindet sich beim Hofgut Westerhart ein Golfplatz. Das Innere des Gebiets wird seit 1978 von der Bundesautobahn 96 durchschnitten. Es ist aber ansonsten für den motorisierten Verkehr gesperrt und wird durch viele Rad- und Wanderwege erschlossen. Drei kleine Waldweiher, davon einer mit Bademöglichkeit, befinden sich in Fortsetzung des Buxheimer Weihers; die beiden noch kleineren Westerharter Weiher liegen am anderen Ende des Waldgebiets. Neben einem mittelalterlichen Burgstall, Resten von Auwäldern vor allem im Bereich früherer Flussmäander der Iller und Waldwiesen gibt es mehrere Bäche. Der südwestliche Teil, etwa die Hälfte des Gebiets, befindet sich seit 1973 unter dem Titel Schutz von Landschaftsteilen südlich und östlich der Iller unter Landschaftsschutz.

### Baumdenkmal für die deutsche Einheit
Das Baumdenkmal für die Deutsche Einheit wurde anlässlich des 24. Jahrestages der deutschen Wiedervereinigung von Bürgermeister Werner Birkle und Josef Miller, Vorsitzender des Landesbandes Bayern der Schutzgemeinschaft Deutscher Wald und Staatsminister a. D., sowie weiteren hochrangigen Teilnehmern aus Bayern am Buxheimer Waldweiher gepflanzt.

## Wirtschaft und Infrastruktur

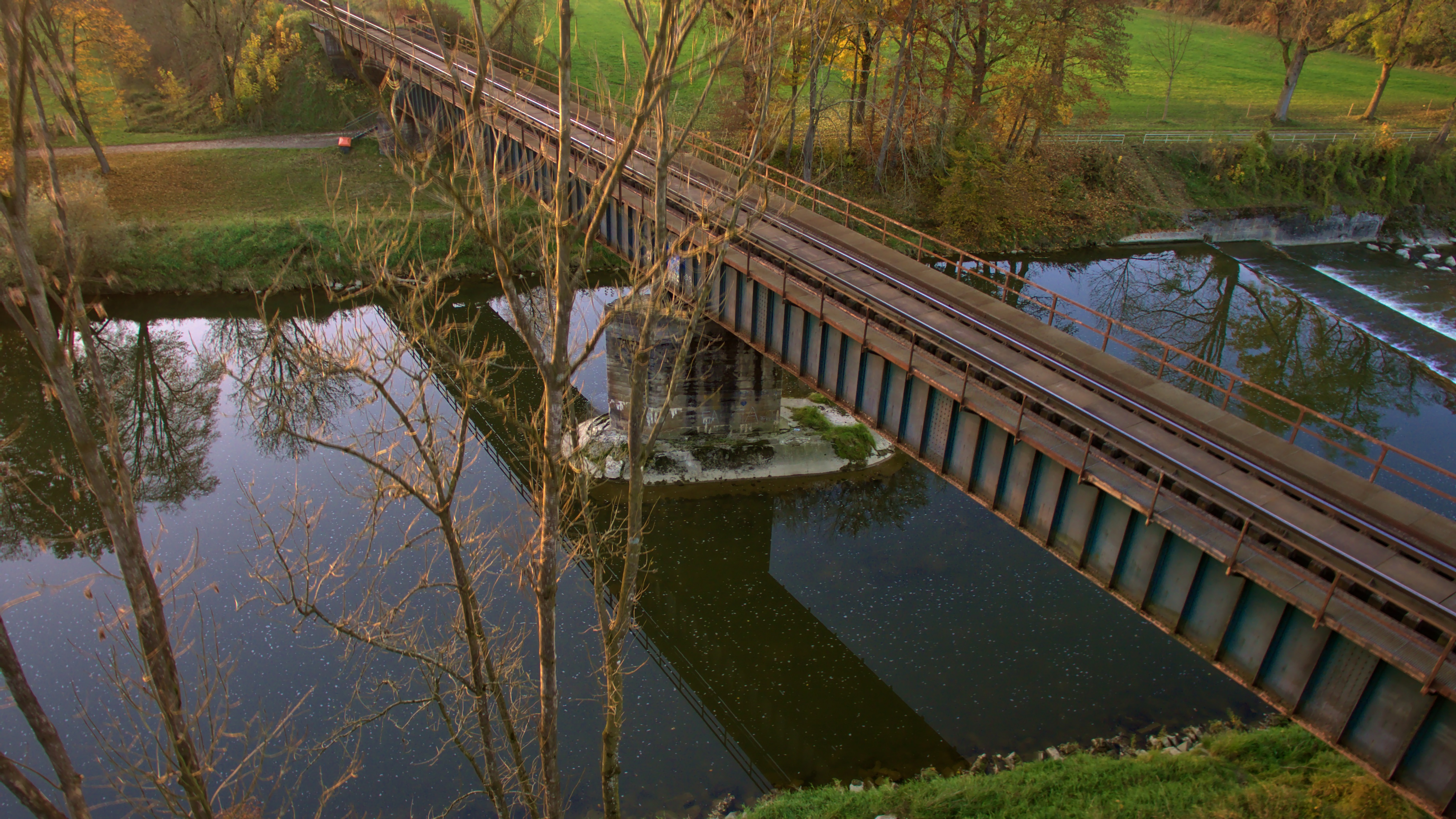
Eisenbahnbrücke der Strecke Memmingen–Leutkirch über die kanalisierte, nur Restwasser führende Iller

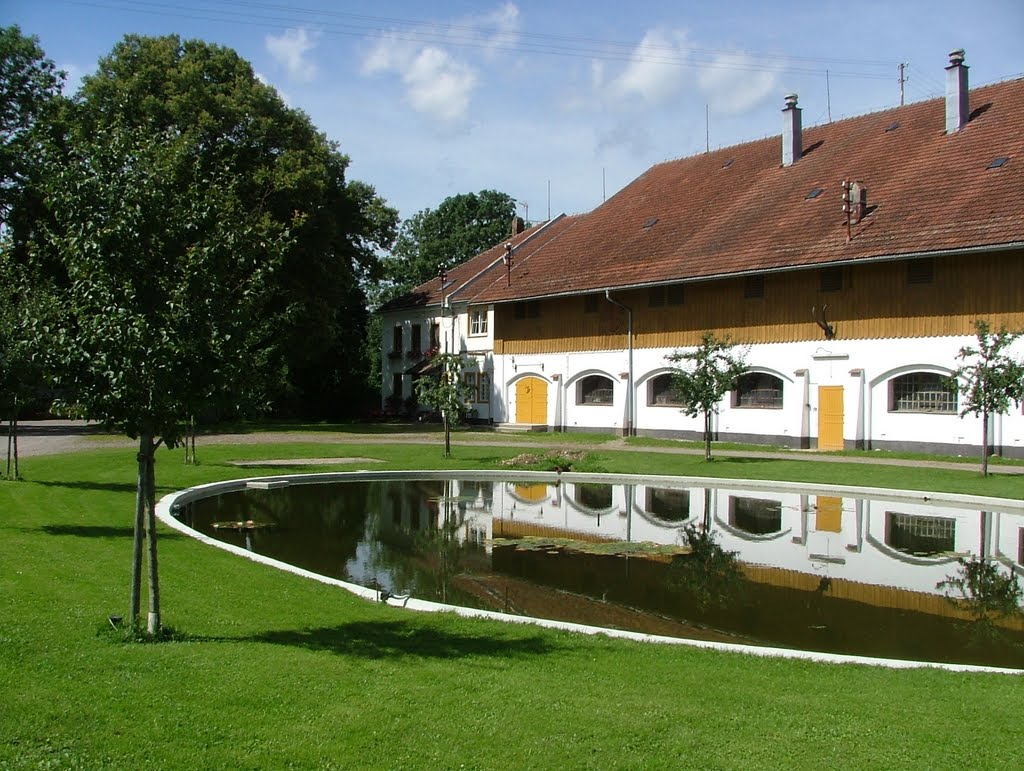
Gut Westerhart

In Buxheim herrscht eine mittelständische Wirtschaftsstruktur vor. Hans Kolb Wellpappe betreibt im Ort ein Werk und ist gleichzeitig größter Arbeitgeber des Dorfes. Das Hofgut Westerhart wird heute als Restaurant und vom Golfclub Memmingen als Golfplatz genutzt.
Durch die Stellung als Exklave im Landkreis führen lediglich Kreisstraßen in das Dorf. Eine Brücke über die Iller in das benachbarte Baden-Württemberg besteht lediglich als Fußgängersteg und Bahnbrücke. Das Autobahnkreuz Memmingen liegt komplett auf Buxheimer Flur.
Die Bahnstrecke Leutkirch–Memmingen führt durch den Ort. Es existiert jedoch nur noch eine Ausweichanschlussstelle für die Bedienung Güterverkehr. Im Zuge der Regio-S-Bahn Donau-Iller ist geplant, hier eine Haltestelle zu errichten.

## Persönlichkeiten
- Gregor Reisch (1470–1525), von 1501 bis 1502 Kartäuserprior von Kloster Buxheim
- Dietrich Loher (1495–1554), von 1543 bis 1554 Kartäuserprior von Kloster Buxheim und Provinzial der Ordensprovinz Niederschwaben
- Caspar Schliederer von Lachen (um 1530–1585), adeliger Domherr in den Fürstbistümern Speyer und Augsburg, ab 1575 Kartäuserprior von Kloster Buxheim, sowie Ordensprovinzial
- Joseph Lipburger (1754–1831), von 1806 bis 1811 Kartäuserprior von Kloster Buxheim
- Charlotte Böhler-Mueller (1924–2023), Autorin, Künstlerin und Journalistin
- Egon Coordes (1944–2025), ehemaliger Fußballspieler und Fußballtrainer, wohnte seit längerem in Buxheim
- Sarah Romert (* 1994), Fußballerin (U17-Nationalmannschaft), begann in Buxheim das Fußballspielen

## Ehrenbürger
- Paul Knoblauch († 31. August 1968), Bürgermeister, verliehen am 6. Januar 1966
- Michael Müller († 19. August 1992), Pater, Heimatforscher, verliehen am 11. Juli 1978
- Sladys Cathleen Bush († 6. Januar 1983), Reverend Mother St. Saviour’s Hospital, Verdienste um Rückführung des Buxheimer Chorgestühls aus England, verliehen am 5. Mai 1981
- Friedrich Stöhlker († 30. November 2007), Heimatforscher, verliehen am 29. Januar 2001

Für die Zeit bis 1945 sind keine Unterlagen mehr vorhanden.